# 埼玉県立狭山経済高等学校
埼玉県立狭山経済高等学校（さいたまけんりつ さやまけいざいこうとうがっこう）とは、埼玉県狭山市稲荷山二丁目に所在する公立の商業高等学校。

## 設置学科
- 流通経済科
- 会計科
- 情報処理科

## 概要
埼玉県立狭山経済高等学校は、1985年（昭和60年）の開校で2019年度は創立35年目。創立当初から「新しいタイプの商業高校」を目指し、「高度な資格取得」「情報教育」「英語育」「大学進学」に力を入れ、「自律・友愛・創意」を校訓に掲げて教育に取り組んでいる。
同校には、物流や販売手法から経済の仕組みを学び、企業で活躍できる人材を育成する「流通経済科」、財務諸表の数値から経済を学び、エキスパートを育成する「会計科」、情報処理から経済を学び、エキスパートを育成する「情報処理科」の3学科が設置されている。
同校の主な特色は、授業の中で資格が取得できることから進学に有利であること、さらに、専門性の高い授業を行っていることから事務・管理部門も含めて求人が多く、就職にも強いということである。また、合計約240台以上という県内の高校では最大級のコンピュータ設備を活用した情報処理学習、レベルに応じて学ぶ「CALL（コンピュータを活用した外国語学習）教室」やALT（外国語指導助手）の活用による英語学習、授業の3分の2を普通科目にして進学にも対応できるようにしたカリキュラム構成なども、当校のアピールポイントである。

## 沿革
- 1985年（昭和60年）開校

## 部活動
- 野球部
- サッカー部
- 卓球部（女子・男子）
- バスケット部（女子・男子）
- ソフトテニス部（女子・男子）
- ダンス部
- ソフトボール部
- 陸上部
- バレーボール部（女子・男子）
- ＥＳＳ部
- パソコン部
- 簿記部
- 写真部
- 吹奏楽部
- 美術部
- 文芸部
- 科学部
- 囲碁将棋部
- 茶道部
- 華道部
- 家庭科部
- 演劇部
- 放送部

## 著名な卒業生
- 中村桃子（将棋女流棋士）

## 交通
- 西武池袋線 稲荷山公園駅より徒歩5分
- 西武池袋線入間市駅より徒歩15分